# Eiji Yoshikawa
Eiji Yoshikawa (Kanagawa, 11 de agosto de 1892 - 7 de setembro de 1962) foi um autor de romances históricos japonês. Yoshikawa iniciou sua carreira literária aos 22 anos, quando, paralelamente à sua carreira de jornalista, que inclusive o levaria a ser correspondente de guerra, começou a escrever contos e romances históricos, muitas vezes publicados nos jornais de maior tiragem do Japão. No ano de sua morte, em 1962, era um dos mais conhecidos e populares escritores do país.
Com Musashi, publicado inicialmente no Asahi Shimbun entre 1935 e 1939 em 1 013 episódios, Yoshikawa ficaria nacionalmente famoso e alcançaria depois tiragens absolutamente inéditas na história do Japão, ultrapassando com esta obra a marca dos cem milhões de exemplares vendidos no início da década de 80. A tradução desta obra para o português, considerada a única integral no Ocidente, teve tiragem superior a 100 000 exemplares no Brasil.

## Trabalhos impressos em japonês
A editora japonesa Kodansha publica atualmente uma série de 80 volumes: Yoshikawa Eiji Rekishi Jidai Bunko (吉川英治歴史時代文庫), ou Ficção histórica de Eiji Yoshikawa em brochura. Kodansha numera as séries de 1 a 80.
- 1 -剣 難 女 難(Kennan Jonan) - Problema de espada, Problema de mulher
- 2–4 (em três volumes) -鳴 門 秘 帖 (Naruto Hitcho) - Registro Secreto de Naruto
- 5–7 (em três volumes) -江 戸 三國 志 (Edo Sangoku-shi) - Os Três Reinos de Edo
- 8 -か ん か ん 虫 は 唄 う(Kankan Mushi wa Utau) - "O rustbeater (estivador que remove a ferrugem de navios a vapor, caldeiras, etc.) canta" e outras histórias
- 9 -牢獄 の 花嫁 (Rougoku no Hanayome) - A noiva da prisão
- 10 -松 の 露 八 (Matsu no Rohachi) - Rohachi dos Pinheiros
- 11–13 (em três volumes) -親 鸞 (Shinran)
- 14–21 (em oito volumes) -宮本 武 蔵 (Miyamoto Musashi)
- 22–32 (em onze volumes) -新書 太 閣 記 (Shinsho Taiko ki) - brochura Life of the Taiko
- 33–40 (em oito volumes) -三國 志(Sangoku shi) - Romance dos Três Reinos
- 41–42 (em dois volumes) -源 頼 朝 (Minamoto no Yoritomo)
- 43 -上杉 謙信 (Uesugi Kenshin)
- 44 -黒 田 如水 (Kuroda Josui)
- 45 -大 岡 越 前 (Ooka Echizen)
- 46 -平 の 将 門 (Taira no Masakado)
- 47–62 (em dezesseis volumes) -新 平 家 物語 (Shin Heike monogatari) - Novo Conto de Heike
- 63–70 (em oito volumes) -私 本 太平 記 (Shihon Taihei ki) - Registro Privado da Guerra do Pacífico
- 71–74 (em quatro volumes) -新 水滸 伝 (Shin Suikoden) - Novos contos da margem da água
- 75 -治 朗吉 格子 (Jirokichi Goshi) - "Jirokichi Goshi" e outras histórias
- 76 -柳生 月 影 抄 (Yagyu Tsukikage sho) - "Os papéis de Yagyu Tsukikage" e outras histórias
- 77 -忘 れ 残 り の 記 (Wasurenokori no ki) - Registro de coisas que não foram esquecidas
- 78-80 (em três volumes) -神州 天馬 侠 (Shinshu Tenma Kyo)